# Onufry Syrwid
Onufry Syrwid (ur. ok. 1804 lub 1808 w Wilnie – zm. 17 marca 1887 w Spassku) – proboszcz w Wasiliszkach w powiecie lidzkim guberni wileńskiej w czasie powstania styczniowego, zesłaniec.
Studiował filozofię na Uniwersytecie Wileńskim uzyskując stopień kandydata. W 1826 wstąpił do zakonu Zgromadzenia Księży Marianów Niepokalanego Poczęcia Najświętszej Maryi Panny. Od 1835 proboszcz w Wasiliszkach.  Aresztowany 15 lutego 1863 za odczytanie z ambony manifestu Rządu Narodowego więziony w Lidzie i w Wilnie sądzony i 12 maja 1863 skazany na karę śmierci za podburzanie włościan do powstania. Karę zamieniono mu na 5 lat ciężkich robót w kopalniach z pozbawieniem godności kapłańskiej i konfiskatę majątku. Gubernator wileński Michał Murawiew podwyższył karę do 12 lat ciężkiej pracy. W 1865 przebywał w Usolu, będąc stróżem koszar więziennych przy warzelni soli. W 1866 przeniesiony do Tunki, gdzie gromadzono więzionych księży i zakonników. Zwolniony z kary ciężkich robót wyjechał 13 czerwca 1874 do Spassku, gdzie pozostawał pod dozorem policji zniesionym po ogłoszeniu amnestii w maju 1883. Próbował powrócić do guberni grodzieńskiej, nie zezwolono jednak na powrót i nie wyrażono zgody na zamieszkanie w innych guberniach zachodnich.